# Eutanasia no voluntaria
La eutanasia no voluntaria es la eutanasia realizada cuando el consentimiento explícito de la persona en cuestión no está disponible, como cuando la persona se encuentra en un estado vegetativo persistente, o en el caso de niños pequeños. Contrasta con la llamada «eutanasia involuntaria», un término utilizado para referirse al asesinato en masa de personas discapacitadas llevada a cabo por los nazis en su programa secreto Aktion T4.

## Estado legal
La eutanasia se puede dividir en variantes pasivas o activas. La eutanasia pasiva implica la retención de tratamientos comunes, como los antibióticos, necesarios para la continuación de la vida. La eutanasia activa implica el uso de sustancias o fuerzas letales, como la administración de una inyección letal, para matar y es el medio más controvertido. Varios autores consideran que estos términos son engañosos e inútiles.
La eutanasia activa no voluntaria es ilegal en todos los países del mundo, aunque se practica en los Países Bajos en lactantes (véase más adelante) en virtud de un acuerdo entre médicos y fiscales de distrito. La eutanasia pasiva no voluntaria (retención de soporte vital) es legal en varios países, como India, Albania y muchas partes de los Estados Unidos y se practica en hospitales ingleses. 
La eutanasia no voluntaria ha sido muy debatida. Por ejemplo, Len Doyal, profesor de ética médica y exmiembro del comité de ética de la Asociación Médica Británica, abogó por la legalización, diciendo en 2006 que "los sustitutos de la eutanasia voluntaria deberían apoyar la eutanasia no voluntaria en circunstancias apropiadas y con una regulación adecuada". Argumentando en contra de la legalización, Peter Saunders, director de campaña de Care Not Killing, una alianza de grupos cristianos y de discapacidad, calificó las propuestas de Doyal "la peor forma de paternalismo médico por la cual los médicos pueden acabar con la vida de los pacientes después de hacer un juicio de que sus vidas no tienen ningún valor y afirman que están actuando simplemente en el mejor interés de sus pacientes".

## Debate de pendiente resbaladiza
La eutanasia no voluntaria se cita como uno de los posibles resultados del argumento de la pendiente resbaladiza contra la eutanasia, en el que se alega que permitir la eutanasia voluntaria conducirá al apoyo y legalización de la eutanasia voluntaria e involuntaria, aunque otros éticos han impugnado esta idea.